# Yuji Sugawara
 (août 2016).
Si vous disposez d'ouvrages ou d'articles de référence ou si vous connaissez des sites web de qualité traitant du thème abordé ici, merci de compléter l'article en donnant les références utiles à sa vérifiabilité et en les liant à la section « Notes et références ».
Yuji Sugawara, né le 25 avril 1957 à Kesennuma, au Japon, est un prêtre jésuite japonais, et doyen de la faculté de Droit canon de l’Université grégorienne de Rome.

## Biographie
Issu d’une ancienne famille chrétienne du Japon, Sugawara fait ses études au lycée Ofunato et obtient ensuite, en 1980, son diplôme en Droit civil (Jurisprudence) à l’Université Sophia de Tokyo. Le 26 mars 1980 il entre dans la Compagnie de Jésus. 
Sa formation spirituelle initiale terminée il reprend des études et obtient son ‘Masters’ en philosophie à la même université Sophia de Tokyo (1985). En 1987 il est inscrit à l’Université grégorienne de Rome pour les études de théologie préparatoires au sacerdoce. Ordonné prêtre le 31 juillet 1991 il se spécialise par après en Droit canon - licence et doctorat - et termine son doctorat en 1996 avec la défense d’une thèse sur ‘Religious poverty ; from Vatican II Council to the 1994 Synod of bishops’.  
En 1996 il commence son enseignement  à l’Université Sophia de Tokyo, mais bientôt il est rappelé à Rome où, à partir de 1998, il enseigne le Droit canon à l’Institut des Sciences religieuses', et à la 'aculté de Droit canon’ comme à celle d’Histoire et Biens culturels’.  
Depuis septembre 2013 Yuji Sugawara est le doyen de la faculté de Droit canon.